# Como-Lee
Como-Lee（コモ・リー、本名:古森 正史（こもり まさし）、1965年3月10日 - ）は、日本の作曲家、編曲家、トーキング・モジュレーター演奏家・マニピュレーター・トラックメイカー。大阪芸術大学卒業。島根県浜田市出身。

## 略歴
1988年
- TV、ラジオ：CM音楽制作（日清食品、DCカード、J-WAVE等）

1989年
- TVドラマ：音楽制作（お引っ越しPart1,2,3　赤かぶ検事奮戦記／テレビ朝日）

1990年
- TVドラマ：音楽制作（参上! 天空剣士／テレビ東京）
- 森川美穂のツアーメンバー（マニピュレーター、シンセサイザー、コーラス）として参加　他

1991年
- ロジャー・トラウトマンの影響で始めたトーキング・モジュレーター投入開始

1992年
- くじら・杉林恭雄のレコーディング・ライブに作曲/編曲/マニピュレーター/トーキング・モジュレーターとして参加
- Dub Master Xのアルバム「SideJob」に参加

1993年
- 日本人初のトーキング・モジュレーターソロアルバム「I Wanna Know」を日本コロムビアよりリリース
- ジョニー（フジテレビ）OPテーマの作曲/編曲/演奏/トーキング・モジュレーター/ミキシングを担当

1994年
- ASA-CHANGプロデュースによる市井由理ソロプロジェクト『レインボー・スキップ』に参加
- 『Groove 2 The Music』をDohb Discsよりリリース

1996年
- Como-Lee Presents『Compact Disco』を7.21./Olive Disc &Recordよりリリース

1997年
- DJモンチ田中率いる日本人DJマスターミックス集団M.I.Dに参加
- Japanese HipHopシリーズ（日本クラウン）、The DJ-ROM（ソニー）の音楽制作に参加
- 藤圭子シングル「男と女」（日本クラウン）に編曲/マニピュレーター/トーキング・モジュレーターで参加
- HIROKOデビュー・シングル「IN TO YOU」（日本クラウン）の作曲/編曲/演奏/マニピュレーターで参加
- CHAKA「誘惑のハンマー」に参加
- SKOOP「バラ色(97 GIANT SWING MIX)」T.Kura制作にトーキング・モジュレーターで参加

1998年
- Jupiter Project feat Suzi Kim「Try Meニュー・リミックス」制作に編曲/マニピュレーター/トーキング・モジュレーターで参加
- 宇多田ヒカル（東芝EMI）「time will tell」リミックスバージョンに参加
- Jupiter Project feat Ruey「Time After Time」／アナログ12インチシングル（M.I.D.）に作曲/マニピュレーター/トーキング・モジュレーターで参加

1999年
- Carina「Pain In My Heart」（東芝EMI）編曲/リミックスで参加
- Jupiter Project feat RIMA「卒業写真/夜明けのスキャット」（M.I.D.）に編曲/マニピュレーターで参加
- カバー・シングル「カリフォルニアラブ」（M.I.D.）に編曲/マニピュレーター/トーキング・モジュレーターで参加
- 原本玲子「The Last Game」アナログ12インチ（ファンハウス）リミックス/編曲/トーキング・モジュレーターで参加
- NHK BS「クラブサンセット」出演
- 「無限のリヴァイアス」M.I.D.名義サウンドトラック
  - OP「dis~」編曲/マニピュレーター
  - 「Going」作曲/編曲/演奏等で参加

2001年
- 下町兄弟/青春時代II（SIBAURA RECORDS）　トーキング・モジュレーター
- GrooveGuru/Sistren Mix Tape　トーキング・モジュレーター
- トーキング・モジュレーター演奏者としてR&B・ヒップホップ系イベントに出演を開始

2002年
- InterFM「Joint one radio show」ライブイベント出演
- Coming Centuryのレコーディングにトーキング・モジュレーターで参加
- GrooveGuru コンピレーション・アルバムにトラックメイク/トーキング・モジュレーターで参加

2003年
- MeYou（キングレコード）トラックメイク
- shyara、中西圭三、Sphere Of Infulence   トーキング・モジュレーター
- TBS系列テレビドラマ「それは、突然、嵐のように…」トーキング・モジュレーター/作詞で参加
- 京セラ製携帯電話着信メロディ　作曲/編曲/マニピュレーター

2004年
- Black Music Revew　ラジオスポット制作
- CHRIS（エイベックス）作曲/トーキング・モジュレーター
- SalTheSoul（エイベックス）作曲/トラックメイク/トーキング・モジュレーター/ミキシング
- SalTheSoulと共にm-flo「ASTROMANTIC PARTY」大阪公演他各種イベント出演

2006年
- 角川書店「薔薇のマリア」Webラジオ版サウンドトラック
  - リード曲「ヒビキ ユラセ」ビクターエンタテインメント

2008年
- twenty4-7（エイベックス）「Summer Story」にフィーチャリングで参加
- ブルー・スミスのアルバム『オルガンLOVE』『オルガンCLUB』にクラフトワーク 「The Man Machine」カバーで参加、ORANGE RANGE「Beautiful Day」のリミックスにトーキング・モジュレーターで参加

2009年
- トーキング・モジュレーターによるシングル「何度も歌うよ」（BUZZ WORKS RECORDS）発売

2010年
- 自身とDJ SOMA共同プロデュースでトーキング・モジュレーターによるカバー・アルバム「ロボジブリ」（P-VINE）発売

2011年
- DJ SOMAプロデュースによるセントラルスポーツの各アルバムにDJ SOMAGrowsound名義で作品を提供中
- 導楽「湘南ANTHEM-RADIO MIX」（ユニバーサルミュージック）

2013年
- 若狭みなと「光れ〜Circle of smile〜」（ビクターエンタテインメント）作曲/編曲/トラックメイク/リミックス

補足
- 2015年時点でセントラルスポーツの各アルバムにDJ SOMA, Growsound名義での参加作品は 60タイトル以上を数える。